# San Agustín Canohillas Primera Sección
San Agustín Canohillas Primera Sección är en ort i Mexiko.   Den ligger i kommunen Villa Victoria och delstaten Mexiko, i den sydöstra delen av landet, 90 km väster om huvudstaden Mexico City. San Agustín Canohillas Primera Sección ligger 2 761 meter över havet och antalet invånare är 616.
Terrängen runt San Agustín Canohillas Primera Sección är varierad. San Agustín Canohillas Primera Sección ligger uppe på en höjd. Runt San Agustín Canohillas Primera Sección är det ganska tätbefolkat, med 166 invånare per kvadratkilometer. Närmaste större samhälle är Amanalco de Becerra, 6,2 km söder om San Agustín Canohillas Primera Sección. Trakten runt San Agustín Canohillas Primera Sección består till största delen av jordbruksmark.